# Jed Kurzel
Jed Kurzel est le chanteur et guitariste du groupe australien The Mess Hall.
Il a joué dans un épisode de l'émission RocKwiz et est le compositeur pour les pièces Castor & Pollux (2009) et Naked on the Inside (2007).
En 2011, il signe la bande originale du film Les Crimes de Snowtown, réalisé par son frère Justin Kurzel, retraçant l'histoire du pire tueur en série qu'ait connu l'Australie.

## Musique de film

### Longs métrages
- 2011 : Les Crimes de Snowtown (Snowtown) de Justin Kurzel
- 2012 : Dead Europe (en) de Tony Krawitz
- 2013 : The Turning
- 2014 : Mister Babadook (The Babadook) de Jennifer Kent
- 2014 : Son of a Gun de Julius Avery
- 2015 : Slow West de John MacLean (en)
- 2015 : Macbeth de Justin Kurzel
- 2016 : Una de Benedict Andrews
- 2016 : Assassin's Creed de Justin Kurzel
- 2017 : Alien: Covenant de Ridley Scott
- 2017 : Jupiter's Moon (Felesleges ember) de Kornél Mundruczó
- 2018 : The Nightingale de Jennifer Kent
- 2018 : Overlord de Julius Avery
- 2019 : Nevada (The Mustang) de Laure de Clermont-Tonnerre
- 2021 : A Writer's Odyssey de Lu Yang
- 2021 : Invasion (Encounter) de Michael Pearce
- 2021 : Nitram de Justin Kurzel
- 2022 : Le Samaritain (Samaritan) de Julius Avery

### Courts métrages
- 2000 : Sammy Blue de Kim Farrant
- 2009 : Castor & Pollux de Ben Briand
- 2014 : Dook Stole Christmas de Jennifer Kent

### Documentaires
- 2007 : Naked on the Inside de Kim Farrant
- 2014 : All This Mayhem d'Eddie Martin